# Heinz B. Wiggers
Heinz Bernhard Wiggers (geboren am 7. Oktober 1944 in Vreden; gestorben am 14. April 2023 ebenda) war ein deutscher Kaufmann und Klassischer Archäologe.

## Leben
Heinz B. Wiggers besuchte das Progymnasium Vreden und das Gymnasium Paulinum in Münster, wo er im Februar 1964 das Abitur (einschließlich des Hebraicums) ablegte. Vom Sommersemester 1964 bis zum Sommersemester 1969 studierte er an der Westfälischen Wilhelms-Universität in Münster Altertumswissenschaften. Neben seinem Hauptfach Archäologie besuchte er auch Veranstaltungen in den historischen Hilfswissenschaften (Numismatik) und in den Fächern Kunstgeschichte, Alte Geschichte sowie Vor- und Frühgeschichte. Schon während des Studiums unternahm er mehrere Forschungsreisen in die Mittelmeerländer unter der Leitung des Archäologen Max Wegner. Zur Vorbereitung seiner Dissertation hielt sich Wiggers 1968 fast ganzjährig in Rom und Nordafrika auf. Am 26. August 1969 wurde er aufgrund seiner Dissertation Die Bildnisse Caracallas mit dem Prädikat „summa cum laude“ zum Dr. phil. promoviert. Sie erschien 1971 in erweiterter Form (inklusive der Herrscherbildnisse Getas und Plautillas) in der Reihe Das römische Herrscherbild.
Außer seiner Dissertation verfasste Wiggers als Student Artikel für den Kleinen Pauly und für Paulys Realencyclopädie der classischen Altertumswissenschaft (RE).
Nach seinem Studium war Wiggers im elterlichen Textilunternehmen kaufmännisch tätig. 1984 trat er in fünfter Generation als Komplementär in die Hermann Terrahe Söhne KG, Vreden, ein. Diese produziert traditionelle Spirituosen wie den Ravenbitter und die Anisette. 2017 übergab Wiggers das Unternehmen an die nächste Generation. 

## Schriften (Auswahl)
- Caracalla, Geta, Plautilla. In: Das römische Herrscherbild, Abteilung 3, Band 1. Gebr. Mann, Berlin 1971, S. 9–129.
- 250 Jahre Schuhe von Wessels; statt einer Festschrift: Beiträge zur Vredener Ortsgeschichte. Vreden 1995